# Rümmingen
Rümmingen là một đô thị trong huyện Lörrach bang Baden-Württemberg thuộc nước Đức. Đô thị Rümmingen có diện tích 4,46 km², dân số là 1.658 người.